# Rhinobatos blochii
The bluntnose guitarfish or fiddlefish (Rhinobatos blochii) là một loài cá thuộc họ Rhinobatidae. Nó được tìm thấy ở Namibia và Nam Phi. Các môi trường sống tự nhiên của chúng là shallow seas and estuarine waters. Nó bị đe dọa do mất môi trường sống.

## Hình ảnh

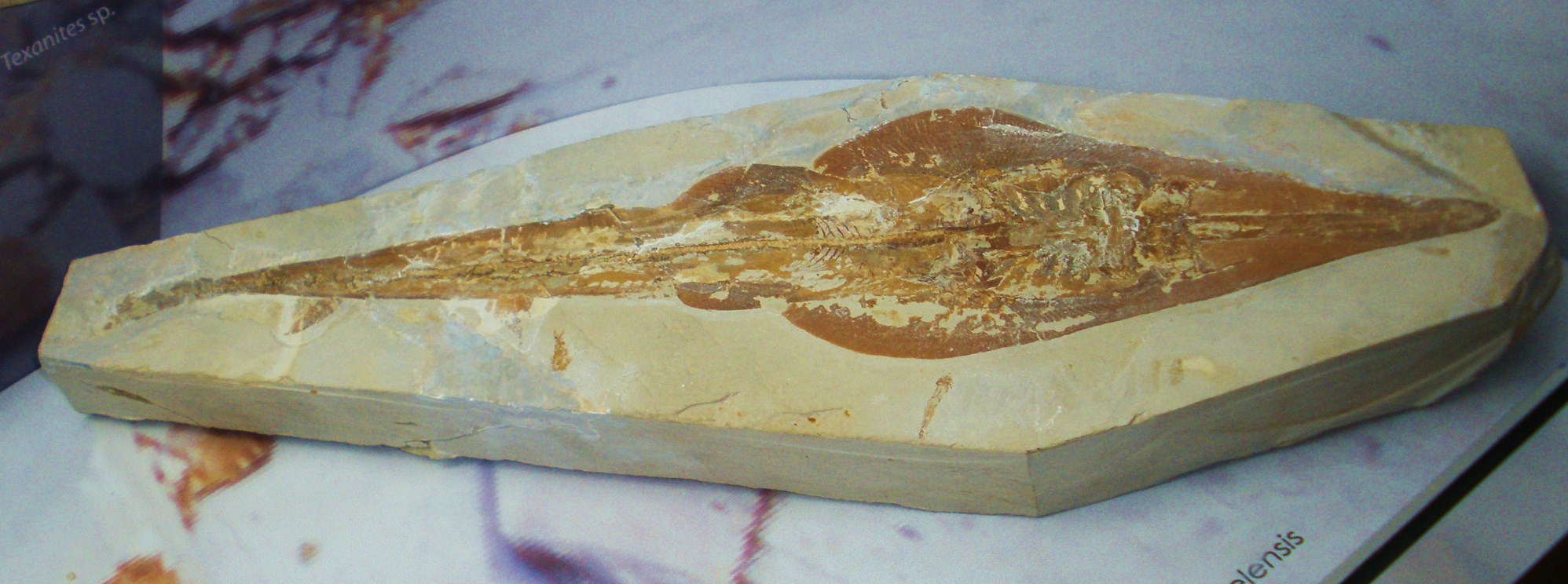
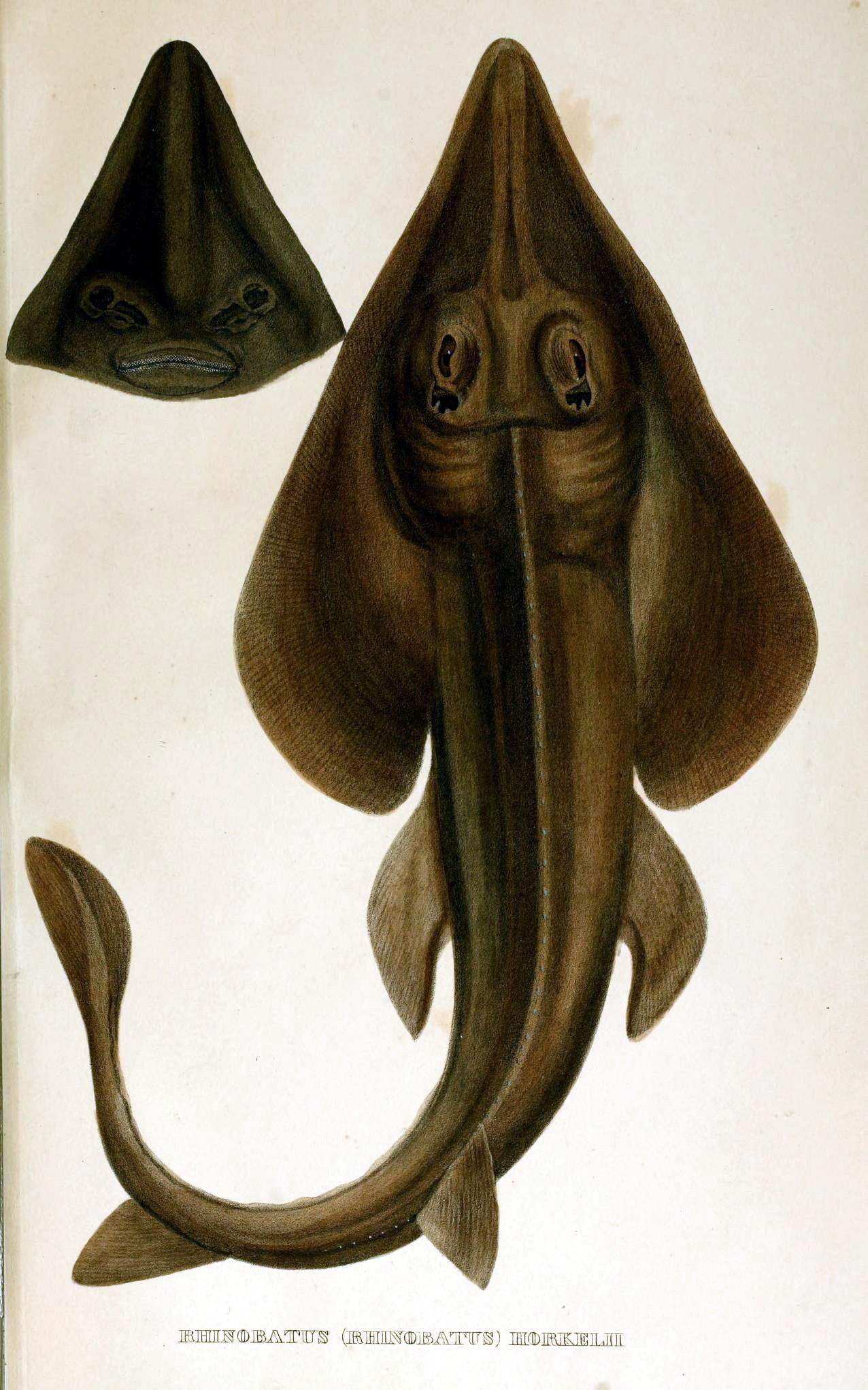
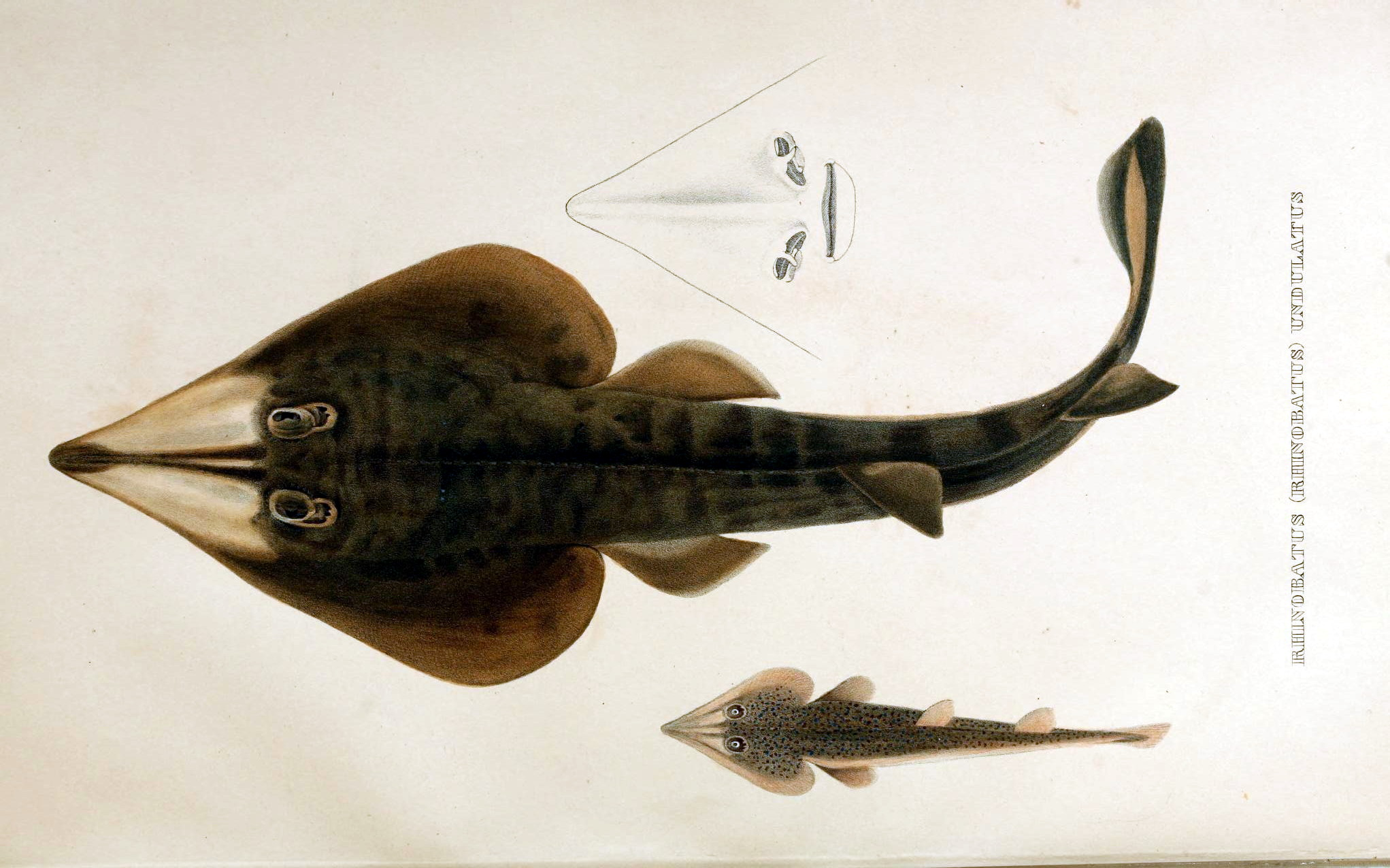